# 粗垂蘚
粗垂蘚（学名：Sinskea phaea）为蔓蘚科緋垂蘚屬下的一个种。